# Diospyros vescoi
Diospyros vescoi är en tvåhjärtbladig växtart som beskrevs av William Philip Hiern. Diospyros vescoi ingår i släktet Diospyros och familjen Ebenaceae. Utöver nominatformen finns också underarten D. v. vescoi.